# Robert Barry
Robert Barry (* 9. března 1936 Bronx, New York City) je americký umělec, patřící ve své zemi k protagonistům konceptuálního umění.

## Život a dílo
Barry studoval na Hunter College City University of New York. Mezi jeho pedagogy zde patřili William Baziotes a Robert Motherwell. Roku 1974 se s manželkou a dvěma dětmi přestěhoval do Teanecku v New Jersey.
Na začátku své umělecké kariéry začal pracovat jako malíř. Od počátku se zabýval zkoumáním vztahu plochy a prostoru jakož i pozitivu a negativu. Zabývá se rovněž přítomnými a nepřítomnými formami a doplňováním prázdných forem pozorovatelem díla. Od roku 1967 vytváří nehmotná umělecká díla, instalace a performance. Pracuje rovněž s neviditelnými médii. Vytvářel prostorové instalace složené z drátů a nylonových vláken. Prováděl také akce se vzácnými plyny (Inert Gas Series) nebo radioaktivním materiálem. Pracoval s akustickými frekvencemi, různými zvuky a řečí. Při jednom z happeningů rozestavěl Barry v poušti před diváky tlakové láhve.
„Žádná věc na světě mi nepřipadá nejvlivnější.“ Barry se vyhýbá doposud známým fyzikálním hranicím objektů a zkoumá různé možnosti definic neviditelného prostoru kolem nich, místo aby zkoumal objekty samotné.Tak například na jiném happeningu vysílal po určitou předem stanovenou dobu neslyšitelné rádiové vlny „nikoliv jako prostředek k předávání informací, nýbrž kvůli nim samotným jako objektu“. Akce proběhla v newyorské galerii Setha Siegelauba.
Když byl dotázán na význam jeho díla určeného pro výstavu „Prospect 69“, jeho odpověď zněla: „Dílo se skládá z myšlenek, které lidé získají při čtení tohoto rozhovoru... Dílo jako celek je nepoznatelné, protože existuje v myslích mnoha lidí. Každý člověk může skutečně poznat tu část, která je v jeho vlastní mysli.“
V určité době vytvářel Barry tzv. Telepatické dílo, jehož obsahem je pouhé sdělení. „V průběhu této výstavy se pokusím telepatickou cestou komunikovat umělecké dílo, jehož podstatou je série myšlenek, které nepříslušejí ani jazyku, ani obrazové představě.“ Takovéto pojetí vlastně popírá fyzikální povahu uměleckého díla. V této souvislosti se mluví o dematerializaci umění.
Barry byl v roce 1972 zastoupený na výstavě documenta 5 v sekci Světlo + světlo/ideje a rovněž na documentách 6 (1977) a 7 (1982). Tyto výstavy se pořádají v Kasselu. Mimo to vystavoval na Pařížském bienále v roce 1971 a o rok později na Biennale v Benátkách. Jeho díla jsou obsažena v mnoha renomovaných světových galeriích, mj. v Muzeu moderního umění v New Yorku, Hirshhorn Museum and Sculpture Garden ve Washingtonu, Guggenheimově muzeu v New Yorku, Muzeum Orsay v Paříži, Muzeu amerického umění Whitneyové v New Yorku, Centre Georges Pompidou v Paříži, Muzeu soudobého umění v Los Angeles a Národní galerii ve Washingtonu.
Barryho zastupuje galerie Yvon Lambert s pobočkami v Paříži a New Yorku.